# Vítor Rua
Vítor Manuel Ferreira Rua (* 23. Juli 1961 in Mesão Frio) ist ein portugiesischer Gitarrist, Komponist und Musikproduzent. Er ist sowohl im Bereich Popmusik, als auch in Free Jazz, und insbesondere in der improvisierten Musik aktiv.

## Leben und Wirken
Rua nahm seit 1969 in Porto Gitarrenunterricht und spielte seit 1971 in Coverbands. Unter dem Einfluss von Musik der Bands Gentle Giant, King Crimson und anderen studierte er von 1974 bis 1976 an der Privatschule von Duarte Costa in Porto E-Gitarre. Von 1976 bis 1977 war er in Porto Mitglied der Folkrock-Coverband King Fisher´s band, bevor er 1979 die Gruppe GNR mitbegründete. Nach seinem Ausstieg 1982 lag er mit der Gruppe im Streit. Er gründete daraufhin die Band PSP (Projecto Som Pop, PSP ist dabei auch die Abkürzung der portugiesischen Polizei Polícia de Segurança Pública, in Opposition zu seiner alten Band Grupo Novo Rock, deren Abkürzung GNR der der Sicherheitspolizei Guarda Nacional Republicana gleicht), und dann die Band Pós-GNR (dt.: Nach-GNR). 1989 veröffentlichte er außerdem eine Maxisingle mit vier Stücken, auf der er von ihm stammende, bekannte GNR-Hits neu interpretierte. Auch lag er im Rechtsstreit mit seinen ehemaligen Bandkollegen um den Band-Namen GNR und um seine frühen GNR-Liedern. Die Verwendungen von beidem wollte er der Gruppe untersagen, mit teilweisem Erfolg bei seinen Kompositionen. Der Streit wurde im Laufe der 1990er Jahre beigelegt.
Rua war 1982 auch ausgestiegen, um sich verstärkt dem Free Jazz und improvisierter Musik zu widmen, auch elektronisch. Noch vor seinem Ausstieg bei GNR hatte er mit Jorge Lima Barreto das Projekt Telectu gegründet, das seither eine Reihe Alben veröffentlichte.
Zu den Musikern, mit denen Vitor Rua bereits zusammenarbeitete, gehören Louis Sclavis, Marco Franco, Chris Cutler, Elliott Sharp, Jac Berrocal, Carlos Zíngaro, Jean Sarbib, Evan Parker, Paul Lytton, Eddie Prévost, Sunny Murray, Ikue Mori, Paul Rutherford, Daniel Kientzy, und andere.
Auch als Produzent verschiedener Bands und Projekte betätigte er sich, darunter die Indie-Popband Reporter Estrábico, und die Compilation Vidya, auf der er Neue Improvisationsmusik vor allem aus Portugal, aber auch von Elliott Sharp u. a. produzierte und zusammenstellte.
Vitor Rua schrieb die Musik zu einer Vielzahl Theaterstücken, Opern, Tanzstücken und Performances, und für verschiedene Kurzfilme des Regisseurs Edgar Pêra.

## Diskografie (Auswahl)
- 1987: PSP: Pipocas (LP, Ama Romanta)
- 1989: Clássicos GNR (Maxisingle, Anónima)
- 1991: Vidya (Compilation-LP, Potlach)
- 1991: Pós-GNR: Mimi Tão Pequena e Tão Suja (CD, Polygram)
- 1994: Vítor Rua e os Ressoadores: Scratch (CD, Ananana)
- 1996: Vidya Ensemble: Stress/Relax (CD, Farol)
- 2002: Graceful Brilliance (CD, Strauss)
- 2003: Sax Works (mit Daniel Kientzy)
- 2011: Heavy Mental (CD, Orfeu)